# Marcel Hirscher
Marcel Hirscher (Annaberg im Lammertal, 2 marzo 1989) è uno sciatore alpino austriaco naturalizzato olandese, specializzato nelle prove tecniche (slalom gigante e slalom speciale).
Atleta di punta della nazionale austriaca degli anni 2010, è considerato tra i più grandi sciatori di ogni epoca. Nel suo palmarès annovera, tra gli altri, due titoli olimpici (combinata e slalom gigante a Pyeongchang 2018), cinque titoli iridati individuali (slalom speciale a Schladming 2013, combinata a Vail/Beaver Creek 2015, slalom gigante e slalom speciale a Sankt Moritz 2017, slalom speciale a Åre 2019) e due a squadre (gara a squadre a Schladming 2013 e a Vail/Beaver Creek 2015), tre ori iridati juniores, otto Coppe del Mondo generali consecutive e dodici di specialità (sei di slalom gigante e sei di slalom speciale), oltre a una Coppa Europa generale. Ritiratosi nel 2019, è tornato alle gare nel 2024.

## Biografia

### Carriera sciistica

#### Stagioni 2005-2008
Hirscher, attivo in gare FIS dal dicembre del 2004, ha esordito in Coppa Europa il 16 febbraio 2006 a Saalbach-Hinterglemm, piazzandosi 58º in discesa libera, e nella stagione successiva ai Mondiali juniores di Altenmarkt-Zauchensee/Flachau ha vinto la medaglia d'oro nello slalom gigante e quella d'argento nello slalom speciale. Ha fatto il suo debutto in Coppa del Mondo il 13 marzo dello stesso anno nello slalom gigante di Lenzerheide, classificandosi 24º.

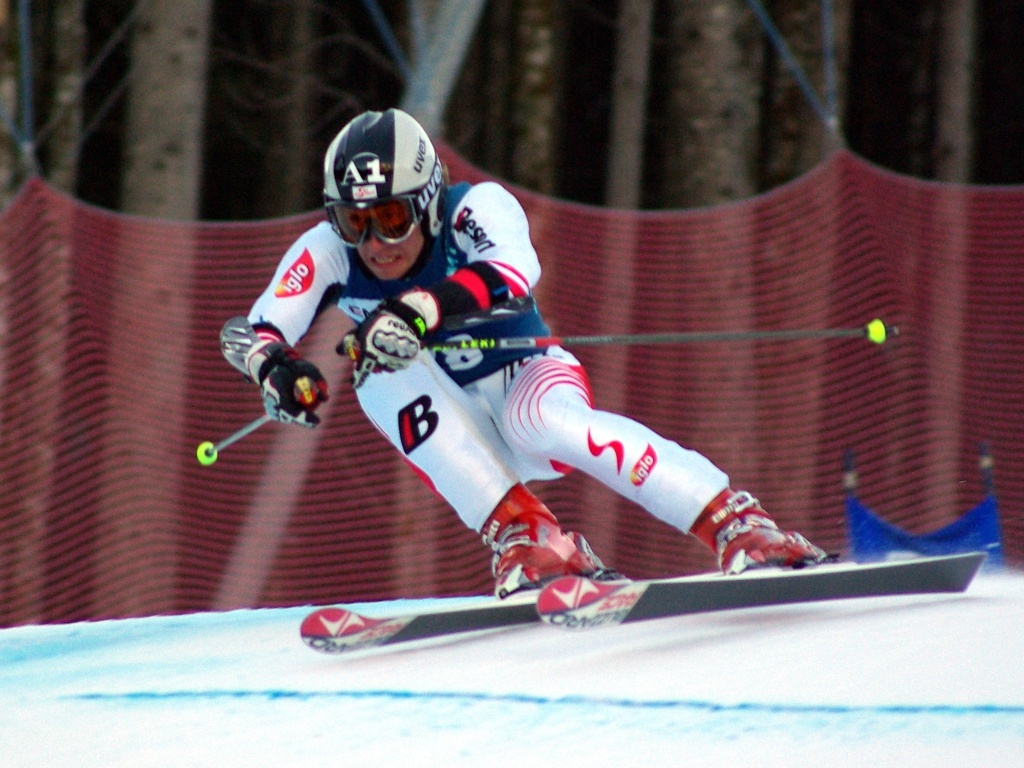
Hirscher in gara a Hinterstoder l'11 gennaio 2008

A fine 2007 ha conquistato in slalom speciale il primo podio (3º a Obereggen il 12 dicembre) e la prima vittoria (a San Vigilio due giorni dopo) in Coppa Europa; ai Mondiali juniores di Formigal 2008 ha vinto la medaglia d'oro sia nello slalom gigante sia nello slalom speciale e ha colto il primo podio in Coppa del Mondo con il 3º posto nello slalom speciale di Kranjska Gora del 9 marzo. Ha inoltre conquistato la Coppa Europa 2008 con due vittorie e altri sei piazzamenti a podio, oltre a vincere la classifica di specialità di slalom speciale.

#### Stagioni 2009-2011
Ai Mondiali di Val-d'Isère 2009, suo esordio iridato, ha sfiorato il podio nello slalom gigante, non andando a medaglia per 7 centesimi; non ha invece portato a termine lo slalom speciale e la supercombinata. Ai successivi Mondiali juniores di Garmisch Partenkirchen 2009 ha conquistato la medaglia d'argento nel supergigante e quella di bronzo nello slalom gigante.
Nella stagione 2009-2010 si è aggiudicato la prima vittoria in carriera in Coppa del Mondo, il 13 dicembre nello slalom gigante di Val-d'Isère; nel prosieguo della stagione ha vinto il prestigioso slalom gigante della Podkoren di Kranjska Gora, il 30 gennaio, e ha partecipato ai XXI Giochi olimpici invernali di Vancouver 2010: nel suo debutto olimpico è stato 4º nello slalom gigante e 5º nello slalom speciale.

#### Stagioni 2012-2013
Nella stagione 2011-2012 è stato protagonista assoluto in ambito maschile nella Coppa del Mondo, con un totale di quattordici podi, di cui nove vittorie tra le quali quelle in due classiche come lo slalom gigante della Chuenisbärgli di Adelboden, il 7 gennaio, e lo slalom speciale della Planai di Schladming, il 24 gennaio. Questi risultati gli hanno permesso di vincere la sua prima coppa di cristallo assoluta (primo austriaco dal 2005-2006, anno in cui si era imposto Benjamin Raich) con 25 punti di vantaggio sullo svizzero Beat Feuz, e la Coppa del Mondo di slalom gigante, superando lo statunitense Ted Ligety di 192 punti; è stato inoltre 3º nella classifica di slalom speciale.
Ai Mondiali di Schladming 2013 si è laureato campione del mondo nello slalom speciale davanti al tedesco Felix Neureuther; nella stessa rassegna iridata ha inoltre vinto la medaglia d'oro nella gara a squadre e quella d'argento nello slalom gigante, alle spalle di Ligety. Ha conquistato quindi la sua seconda Coppa del Mondo generale (con 309 punti di vantaggio sul norvegese Aksel Lund Svindal) e la sua prima Coppa del Mondo di slalom speciale (con 244 punti in più di Neureuther); è stato inoltre 2º nella classifica di slalom gigante, battuto da Ligety per 145 punti, e ha concluso la stagione con diciotto podi su diciannove gare disputate: 9 podi su 9 gare (4 vittorie, 4 secondi posti e 1 terzo posto) in slalom speciale, 7 podi su 8 gare (1 vittoria, 5 secondi posti e 1 terzo posto) in slalom gigante e 2 podi su 2 gare (1 vittoria e 1 secondo posto) in slalom parallelo. Tra i suoi successi dell'annata spiccano quelli nello slalom speciale del Canalone Miramonti a Madonna di Campiglio (18 dicembre) e nello slalom speciale della Ganslern a Kitzbühel il 27 gennaio.

#### Stagioni 2014-2015
Ai XXII Giochi olimpici invernali di Soči 2014 Hirscher si è aggiudicato la medaglia d'argento nello slalom speciale vinto dal connazionale Mario Matt ed è giunto 4º nello slalom gigante. Nella stagione di Coppa del Mondo ha conquistato la sua terza Coppa generale consecutiva (con 131 punti di margine su Svindal) e, per il secondo anno consecutivo, la Coppa di specialità di slalom speciale (superando Neureuther di 15 punti); è stato invece nuovamente 2º dietro a Ligety (a pari punti, ma con meno vittorie) nella classifica di slalom gigante. I suoi podi stagionali sono stati tredici, con cinque vittorie tra le quali quella nell'impegnativo slalom gigante della Gran Risa in Alta Badia (il 22 dicembre).

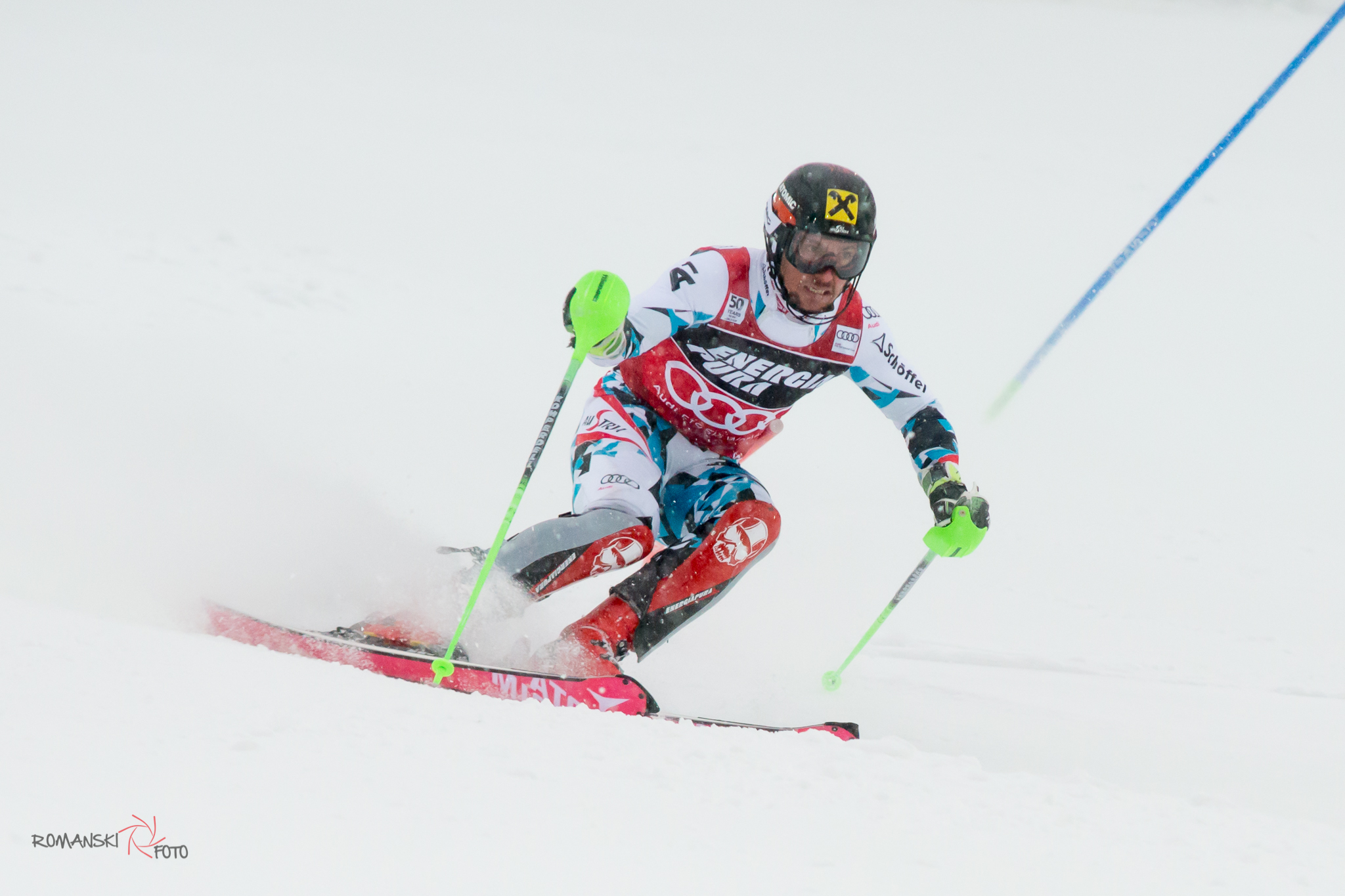
Hirscher in gara a Zagabria Sljeme il 5 gennaio 2017

Ai Mondiali di Vail/Beaver Creek 2015 si è aggiudicato la medaglia d'oro sia nella combinata, dove ha preceduto il norvegese Kjetil Jansrud e Ligety, sia nella gara a squadre, vincendo inoltre quella d'argento nello slalom gigante alle spalle dello stesso Ligety; non ha terminato invece lo slalom speciale. Nella stessa stagione in Coppa del Mondo ha ottenuto tredici podi con otto vittorie: tra queste spiccano gli slalom giganti della Rettenbach di Sölden (26 ottobre), della Gran Risa dell'Alta Badia (21 dicembre), della Chuenisbärgli di Adelboden (10 gennaio) e della Kandahar di Garmisch-Partenkirchen (1º marzo) con 3"28 di vantaggio sul secondo classificato, Neureuther. Ha conquistato infine la sua quarta Coppa generale consecutiva, impresa mai riuscita a nessun altro atleta in campo maschile, con 160 punti di margine su Jansrud, oltre a quelle di slalom gigante (con 203 punti in più del francese Alexis Pinturault) e di slalom speciale (con 23 punti di vantaggio su Neureuther).

#### Stagioni 2016-2017

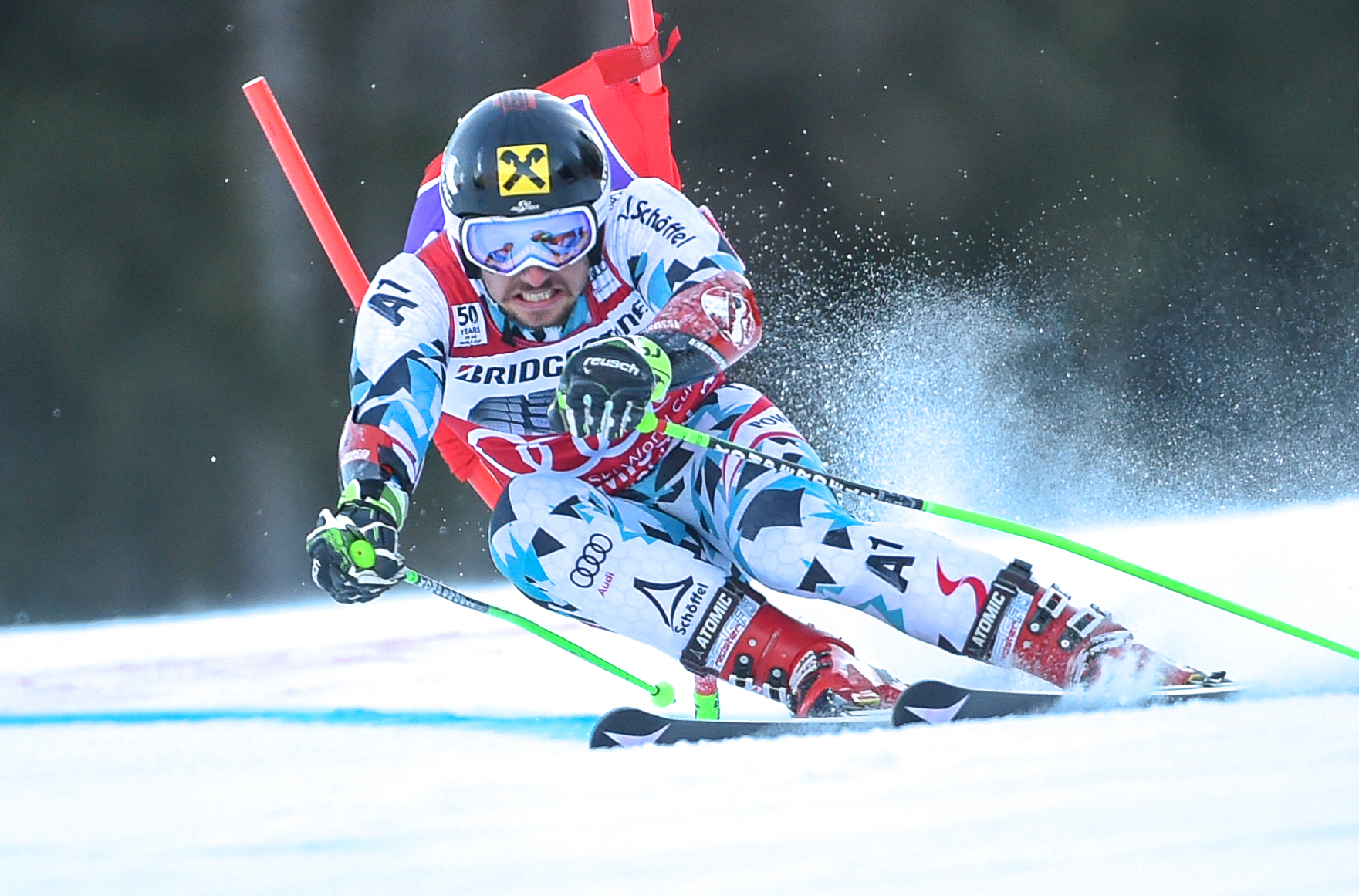
Hirscher in gara a Garmisch-Partenkirchen il 29 gennaio 2017

Durante la stagione successiva, il 5 dicembre 2015, ha vinto il suo unico supergigante in Coppa del Mondo sull'impegnativa pista Birds of Prey di Beaver Creek. Il 22 dello stesso mese, durante la discesa della seconda manche nello slalom di Madonna di Campiglio, viene sfiorato da un drone che si schianta sulla pista a pochi centimetri da lui, non causandogli comunque nessuna conseguenza fisica dato che concluderà la prova secondo alle spalle del norvegese Henrik Kristoffersen. A fine annata si è aggiudicato la Coppa generale per la quinta volta consecutiva, eguagliando il record complessivo di vittorie del trofeo detenuto dall'austro-lussemburghese Marc Girardelli; i suoi podi stagionali sono stati 19 con 8 vittorie (tra queste alcuni classici slalom giganti: Val-d'Isère il 12 dicembre, Alta Badia il 20 dicembre, Kranjska Gora il 5 marzo) e il suo vantaggio sul secondo classificato, Kristoffersen, è stato di 497 punti. Ha inoltre nuovamente vinto la Coppa del Mondo di slalom gigante (con 76 punti di vantaggio su Pinturault) e si è piazzato 2º nella classifica dello slalom speciale, superato da Kristoffersen di 31 punti.
Nella stagione 2016-2017, il 18 dicembre, imponendosi nello slalom gigante di Alta Badia per la quarta volta in carriera, ha eguagliato il record di vittorie sulla Gran Risa dell'italiano Alberto Tomba. Ai successivi Mondiali di Sankt Moritz 2017 ha conquistato due medaglie d'oro: una nello slalom gigante, davanti al connazionale Roland Leitinger, e una nello slalom speciale, precedendo il conterraneo Manuel Feller; nella stessa rassegna ha inoltre vinto la medaglia d'argento nella combinata, alle spalle dello svizzero Luca Aerni, e si è classificato 21º nel supergigante. A fine stagione, con 675 punti in più di Jansrud, è risultato nuovamente vincitore della Coppa del Mondo generale, superando il primato di Girardelli e diventando l'unico atleta ad essersi aggiudicato il trofeo per sei volte, peraltro consecutive. Si è inoltre aggiudicato le coppe di specialità di slalom gigante (dove ha superato il francese Mathieu Faivre di 293 punti) e di slalom speciale (di 160 lunghezze il vantaggio su Kristoffersen); i podi sono stati 16 con 6 vittorie.

#### Stagioni 2018-2019
Nonostante la frattura del malleolo della gamba sinistra riportata durante un allenamento di fine agosto che lo ha costretto a una pausa forzata di tre mesi, Hirscher nella stagione 2017-2018 si è riconfermato subito sulla cresta dell'onda, vincendo per la quinta volta lo slalom gigante dell'Alta Badia del 17 dicembre grazie al quale stabilisce un nuovo primato sulla Gran Risa. Con il successo nello slalom gigante della Chuenisbärgli di Adelboden del 6 gennaio 2018 ha raggiunto il terzo posto nella classifica degli atleti più vittoriosi nella Coppa del Mondo maschile, sopravanzando Alberto Tomba (50); il 28 dello stesso mese, con la vittoria nella medesima specialità sulla Kandahar di Garmisch-Partenkirchen, si è invece assestato al secondo posto di sempre, davanti al connazionale Hermann Maier (54) e dietro solamente allo svedese Ingemar Stenmark (86). Ai XXIII Giochi olimpici invernali di Pyeongchang 2018 ha vinto la medaglia d'oro nella combinata e nello slalom gigante, mentre non ha portato a termine lo slalom speciale. In quella stessa stagione si è aggiudicato per la settima volta la Coppa del Mondo generale e per la quinta volta sia la Coppa del Mondo di slalom gigante sia quella di slalom speciale, in tutti e tre i casi davanti a Kristoffersen (rispettivamente di 335, 145 e 164 punti); le vittorie sono state 13 — record per quanto riguarda una singola stagione di Coppa, condiviso con Stenmark (nella stagione 1978-1979) e Maier (nella stagione 2000-2001) — e 16 i podi.
La successiva stagione 2018-2019 ha visto Hirscher sempre su altissimi livelli: tra le altre, la vittoria dello slalom speciale del 20 dicembre a Saalbach-Hinterglemm gli ha consentito di diventare l'atleta austriaco più vincente di sempre nella Coppa del Mondo, superando Annemarie Moser-Pröll (62). Ai Mondiali di Åre 2019 ha vinto la medaglia d'oro, davanti al connazionale Michael Matt, nello slalom speciale e quella d'argento, dietro a Kristoffersen, nello slalom gigante; in Coppa del Mondo si è aggiudicato per l'ottava volta la Coppa generale (con 401 punti di vantaggio su Pinturault) e per la sesta volta sia la coppa di cristallo dello slalom gigante (164 punti di vantaggio su Kristoffersen), sia quella dello slalom speciale (con 235 punti in più del francese Clément Noël e dello svizzero Daniel Yule). Le sue vittorie stagionali sono state 9 (l'ultima il 29 gennaio a Schladming in slalom speciale), con 15 podi complessivi . Aveva annunciato il ritiro il 4 settembre dello stesso anno e la sua ultima gara era stata lo slalom speciale di Coppa del Mondo disputato a Soldeu il 17 marzo, chiuso da Hirscher al 14º posto.

#### Stagione 2025
Il 24 aprile 2024 ha annunciato l'intenzione di riprendere a gareggiare rappresentando i Paesi Bassi, nazione di origine della madre; è tornato alle competizioni sotto i colori della nazionale olandese in occasione dello slalom gigante di Coppa del Mondo disputato a Sölden il 27 ottobre dello stesso anno (23º) ma il 2 dicembre, dopo aver effettuato solo altre due gare del massimo circuito, si è infortunato al ginocchio sinistro in allenamento a Reiteralm: il danno riportato ha determinato il termine anticipato della stagione.

### Altre attività
Dopo il primo ritiro ha fondato nel settembre 2021 un'azienda produttrice di sci, la Van Deer.

## Palmarès

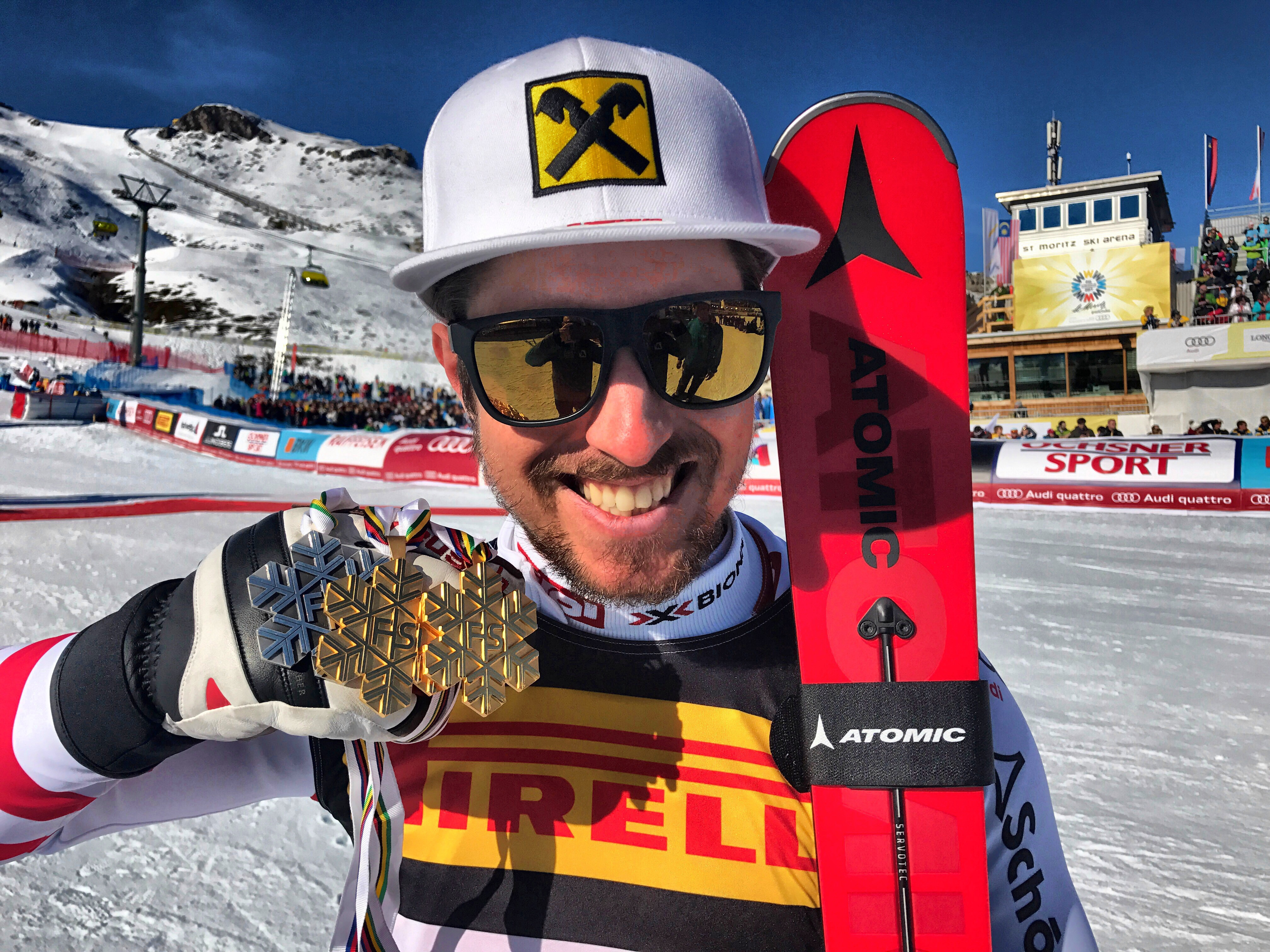
Hirscher mostra le tre medaglie, una d'argento e due d'oro, vinte ai Mondiali di Sankt Moritz 2017

### Olimpiadi
- 3 medaglie:
  - 2 ori (combinata e slalom gigante a Pyeongchang 2018)
  - 1 argento (slalom speciale a Soči 2014)

### Mondiali
- 11 medaglie:
  - 7 ori (slalom speciale e gara a squadre a Schladming 2013; combinata e gara a squadre a Vail/Beaver Creek 2015; slalom gigante e slalom speciale a Sankt Moritz 2017; slalom speciale a Åre 2019)
  - 4 argenti (slalom gigante a Schladming 2013; slalom gigante a Vail/Beaver Creek 2015; combinata a Sankt Moritz 2017; slalom gigante Åre 2019)

### Mondiali juniores
- 6 medaglie:
  - 3 ori (slalom gigante ad Altenmarkt-Zauchensee/Flachau 2007; slalom gigante e slalom speciale a Formigal 2008)
  - 2 argenti (slalom speciale ad Altenmarkt-Zauchensee/Flachau 2007; supergigante a Garmisch-Partenkirchen 2009)
  - 1 bronzo (slalom gigante a Garmisch-Partenkirchen 2009)

### Coppa del Mondo
- Vincitore della Coppa del Mondo nel 2012, nel 2013, nel 2014, nel 2015, nel 2016, nel 2017, nel 2018 e nel 2019
- Vincitore della Coppa del Mondo di slalom gigante nel 2012, nel 2015, nel 2016, nel 2017, nel 2018 e nel 2019
- Vincitore della Coppa del Mondo di slalom speciale nel 2013, nel 2014, nel 2015, nel 2017, nel 2018 e nel 2019
- Vincitore della classifica di slalom parallelo nel 2013
- 138 podi:
  - 67 vittorie
  - 47 secondi posti
  - 24 terzi posti

#### Coppa del Mondo - vittorie
| Data             | Località                | Paese       | Specialità |
| ---------------- | ----------------------- | ----------- | ---------- |
| 13 dicembre 2009 | Val-d'Isère             | Francia     | GS         |
| 30 gennaio 2010  | Kranjska Gora           | Slovenia    | GS         |
| 12 dicembre 2010 | Val-d'Isère             | Francia     | SL         |
| 4 dicembre 2011  | Beaver Creek            | Stati Uniti | GS         |
| 19 dicembre 2011 | Alta Badia              | Italia      | SL         |
| 5 gennaio 2012   | Zagabria Sljeme         | Croazia     | SL         |
| 7 gennaio 2012   | Adelboden               | Svizzera    | GS         |
| 8 gennaio 2012   | Adelboden               | Svizzera    | SL         |
| 24 gennaio 2012  | Schladming              | Austria     | SL         |
| 18 febbraio 2012 | Bansko                  | Bulgaria    | GS         |
| 19 febbraio 2012 | Bansko                  | Bulgaria    | SL         |
| 17 marzo 2012    | Schladming              | Austria     | GS         |
| 9 dicembre 2012  | Val-d'Isère             | Francia     | GS         |
| 18 dicembre 2012 | Madonna di Campiglio    | Italia      | SL         |
| 6 gennaio 2013   | Zagabria Sljeme         | Croazia     | SL         |
| 13 gennaio 2013  | Adelboden               | Svizzera    | SL         |
| 27 gennaio 2013  | Kitzbühel               | Austria     | SL         |
| 29 gennaio 2013  | Mosca                   | Russia      | PR         |
| 17 novembre 2013 | Levi                    | Finlandia   | SL         |
| 14 dicembre 2013 | Val-d'Isère             | Francia     | GS         |
| 22 dicembre 2013 | Alta Badia              | Italia      | GS         |
| 12 gennaio 2014  | Adelboden               | Svizzera    | SL         |
| 16 marzo 2014    | Lenzerheide             | Svizzera    | SL         |
| 26 ottobre 2014  | Sölden                  | Austria     | GS         |
| 12 dicembre 2014 | Åre                     | Svezia      | GS         |
| 14 dicembre 2014 | Åre                     | Svezia      | SL         |
| 21 dicembre 2014 | Alta Badia              | Italia      | GS         |
| 6 gennaio 2015   | Zagabria Sljeme         | Croazia     | SL         |
| 10 gennaio 2015  | Adelboden               | Svizzera    | GS         |
| 1º marzo 2015    | Garmisch-Partenkirchen  | Germania    | GS         |
| 22 marzo 2015    | Méribel                 | Francia     | SL         |
| 5 dicembre 2015  | Beaver Creek            | Stati Uniti | SG         |
| 6 dicembre 2015  | Beaver Creek            | Stati Uniti | GS         |
| 12 dicembre 2015 | Val-d'Isère             | Francia     | GS         |
| 20 dicembre 2015 | Alta Badia              | Italia      | GS         |
| 6 gennaio 2016   | Santa Caterina Valfurva | Italia      | SL         |
| 23 febbraio 2016 | Stoccolma               | Svezia      | PR         |
| 5 marzo 2016     | Kranjska Gora           | Slovenia    | GS         |
| 6 marzo 2016     | Kranjska Gora           | Slovenia    | SL         |
| 13 novembre 2016 | Levi                    | Finlandia   | SL         |
| 18 dicembre 2016 | Alta Badia              | Italia      | GS         |
| 22 gennaio 2017  | Kitzbühel               | Austria     | SL         |
| 29 gennaio 2017  | Garmisch-Partenkirchen  | Germania    | GS         |
| 4 marzo 2017     | Kranjska Gora           | Slovenia    | GS         |
| 18 marzo 2017    | Aspen                   | Stati Uniti | GS         |
| 3 dicembre 2017  | Beaver Creek            | Stati Uniti | GS         |
| 10 dicembre 2017 | Val-d'Isère             | Francia     | SL         |
| 17 dicembre 2017 | Alta Badia              | Italia      | GS         |
| 22 dicembre 2017 | Madonna di Campiglio    | Italia      | SL         |
| 4 gennaio 2018   | Zagabria Sljeme         | Croazia     | SL         |
| 6 gennaio 2018   | Adelboden               | Svizzera    | GS         |
| 7 gennaio 2018   | Adelboden               | Svizzera    | SL         |
| 14 gennaio 2018  | Wengen                  | Svizzera    | SL         |
| 23 gennaio 2018  | Schladming              | Austria     | SL         |
| 28 gennaio 2018  | Garmisch-Partenkirchen  | Germania    | GS         |
| 3 marzo 2018     | Kranjska Gora           | Slovenia    | GS         |
| 4 marzo 2018     | Kranjska Gora           | Slovenia    | SL         |
| 17 marzo 2018    | Åre                     | Svezia      | GS         |
| 18 novembre 2018 | Levi                    | Finlandia   | SL         |
| 8 dicembre 2018  | Val-d'Isère             | Francia     | GS         |
| 16 dicembre 2018 | Alta Badia              | Italia      | GS         |
| 17 dicembre 2018 | Alta Badia              | Italia      | PR         |
| 20 dicembre 2018 | Saalbach-Hinterglemm    | Austria     | SL         |
| 6 gennaio 2019   | Zagabria Sljeme         | Croazia     | SL         |
| 12 gennaio 2019  | Adelboden               | Svizzera    | GS         |
| 13 gennaio 2019  | Adelboden               | Svizzera    | SL         |
| 29 gennaio 2019  | Schladming              | Austria     | SL         |

Legenda:

SG = supergigante

GS = slalom gigante

SL = slalom speciale

PR = slalom parallelo

#### Coppa del Mondo - gare a squadre
- 2 podi:
  - 1 secondo posto
  - 1 terzo posto

### Coppa Europa
- Vincitore della Coppa Europa nel 2008
- Vincitore della classifica di slalom speciale nel 2008
- 9 podi (3 in slalom gigante, 6 in slalom speciale):
  - 3 vittorie (1 in slalom gigante, 2 in slalom speciale)
  - 3 secondi posti (2 in slalom gigante, 1 in slalom speciale)
  - 3 terzi posti (in slalom speciale)

#### Coppa Europa - vittorie
| Data             | Località    | Paese   | Specialità |
| ---------------- | ----------- | ------- | ---------- |
| 14 dicembre 2007 | San Vigilio | Italia  | SL         |
| 7 gennaio 2008   | Nauders     | Austria | SL         |
| 2 dicembre 2008  | Reiteralm   | Austria | GS         |

Legenda:

GS = slalom gigante

SL = slalom speciale

### Nor-Am Cup
- Miglior piazzamento in classifica generale: 21º nel 2012
- 9 podi (6 in slalom gigante, 3 in slalom speciale):
  - 3 vittorie (in slalom gigante)
  - 6 secondi posti (3 in slalom gigante, 3 in slalom speciale)

#### Nor-Am Cup - vittorie
| Data             | Località | Paese       | Specialità |
| ---------------- | -------- | ----------- | ---------- |
| 2 dicembre 2009  | Aspen    | Stati Uniti | GS         |
| 28 novembre 2011 | Aspen    | Stati Uniti | GS         |
| 26 novembre 2012 | Aspen    | Stati Uniti | GS         |

Legenda:

GS = slalom gigante

### Campionati austriaci
- 3 medaglie:[19]
  - 1 oro (slalom gigante nel 2010)

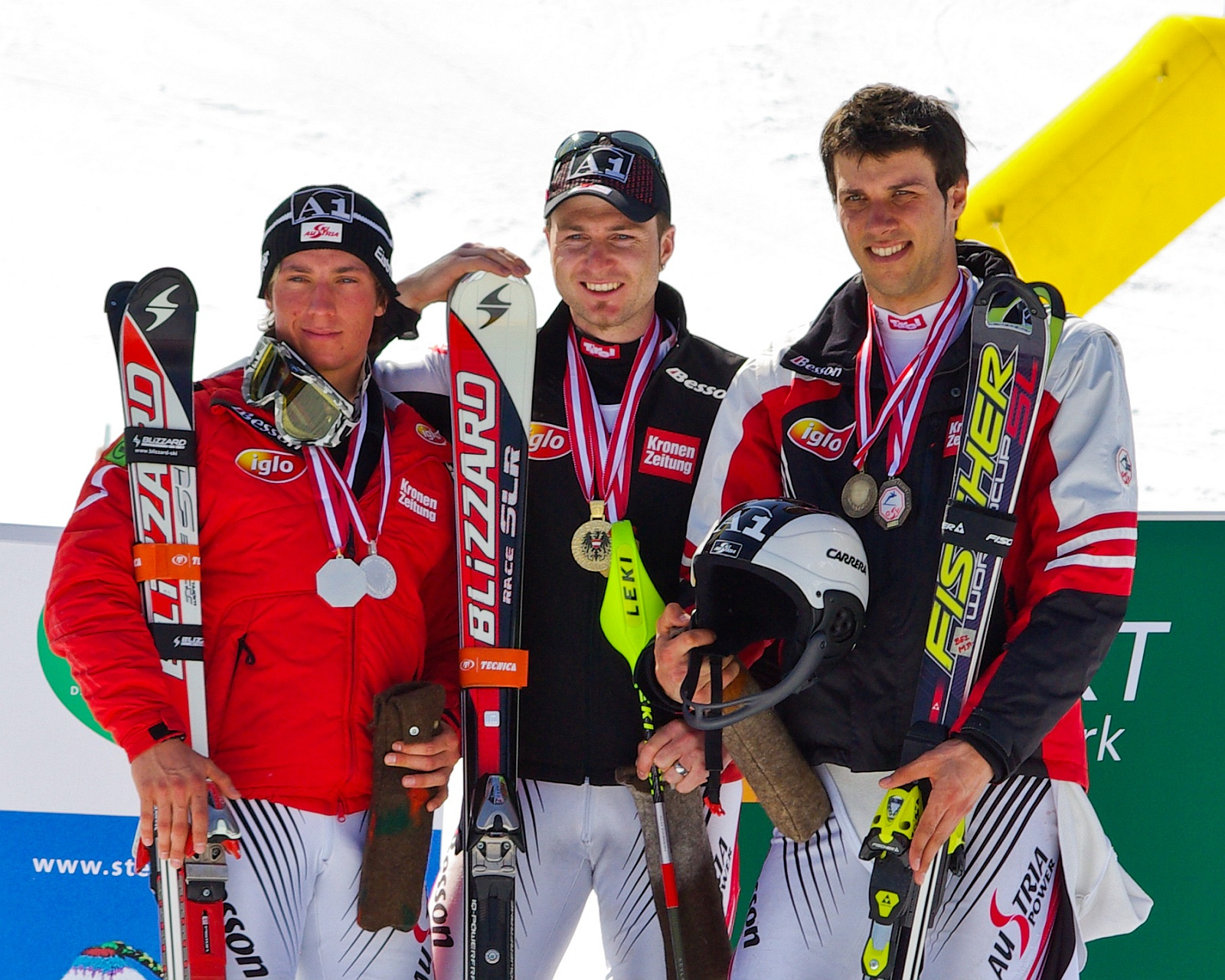
Il podio dello slalom speciale ai campionati austriaci di sci alpino 2008, con Hirscher (argento, a sinistra) accanto a Reinfried Herbst (oro, al centro) e a Mario Matt (bronzo, a destra)

  - 2 argenti (slalom gigante nel 2007; slalom speciale nel 2008)

### Campionati austriaci juniores
- 7 medaglie:[19]
  - 2 ori (combinata nel 2006; slalom speciale nel 2007)
  - 3 argenti (slalom gigante e slalom speciale nel 2006; combinata nel 2007)
  - 2 bronzi (discesa libera e supergigante nel 2006)

## Onorificenze

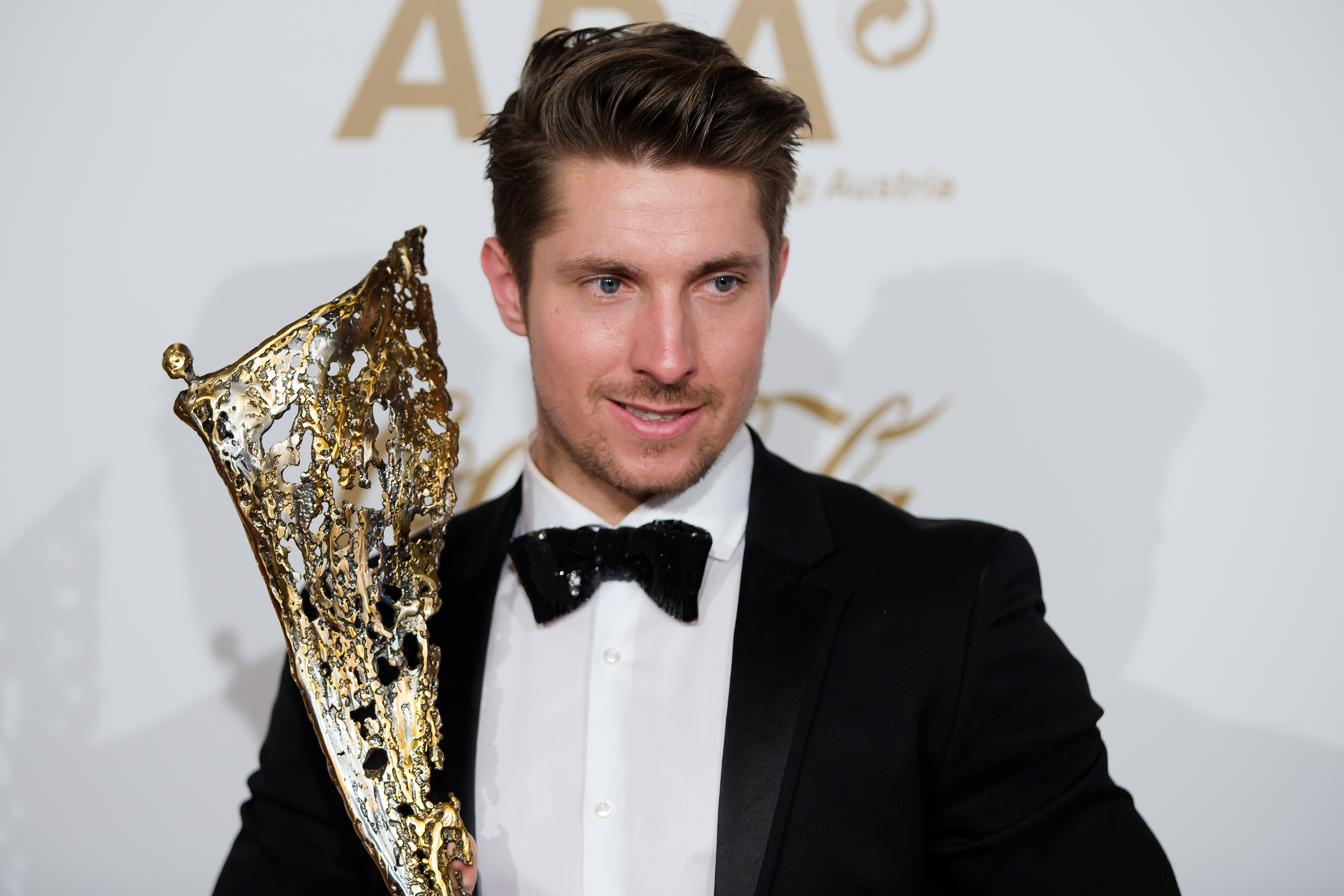
Hirscher con il premio di "sportivo austriaco dell'anno 2015", riconoscimento aggiudicatosi anche nel 2012, 2016, 2017 e 2018

## Statistiche

### Podi in Coppa del Mondo
| 1º     | 2º                     | 3º                     | 1º                     | 2º                     | 3º                     | 1º                     | 2º                     | 3º                     | 1º                     | 2º                     | 3º                     | 1º                     | 2º                     | 3º                     |                        |                        |                        |                        |                        |
| 2007   |                        |                        |                        |                        |                        |                        |                        |                        |                        |                        |                        |                        |                        |                        |                        | 0                      |                        |                        |                        |
| 2008   |                        |                        |                        |                        |                        |                        |                        |                        | 2                      |                        |                        |                        |                        |                        |                        | 2                      |                        |                        |                        |
| 2009   |                        |                        |                        |                        |                        |                        |                        |                        |                        |                        |                        | 1                      |                        |                        |                        | 1                      |                        |                        |                        |
| 2010   |                        |                        |                        | 2                      | 1                      |                        |                        | 2                      |                        |                        | 1                      |                        |                        |                        |                        | 6                      |                        |                        |                        |
| 2011   |                        |                        |                        |                        |                        | 1                      | 1                      | 2                      |                        |                        |                        |                        |                        |                        |                        | 4                      |                        |                        |                        |
| 2012   |                        |                        | 1                      | 4                      | 2                      | 1                      | 5                      |                        | 1                      |                        |                        |                        |                        |                        |                        | 14                     |                        |                        |                        |
| 2013   |                        |                        |                        | 1                      | 5                      | 1                      | 4                      | 4                      | 1                      |                        |                        |                        | 1                      | 1                      |                        | 18                     |                        |                        |                        |
| 2014   |                        |                        |                        | 2                      | 1                      | 3                      | 3                      | 2                      | 1                      |                        |                        | 1                      |                        |                        |                        | 13                     |                        |                        |                        |
| 2015   |                        |                        |                        | 5                      | 1                      | 1                      | 3                      | 2                      | 1                      |                        | 1                      |                        |                        |                        |                        | 14                     |                        |                        |                        |
| 2016   | 1                      |                        | 1                      | 4                      | 2                      | 2                      | 2                      | 6                      |                        |                        |                        |                        | 1                      |                        |                        | 19                     |                        |                        |                        |
| 2017   |                        |                        |                        | 4                      | 4                      |                        | 2                      | 4                      | 1                      |                        | 1                      |                        |                        |                        |                        | 16                     |                        |                        |                        |
| 2018   |                        |                        |                        | 6                      |                        | 1                      | 7                      | 1                      |                        |                        |                        |                        |                        |                        | 1                      | 16                     |                        |                        |                        |
| 2019   |                        |                        |                        | 3                      | 2                      |                        | 5                      | 1                      | 2                      |                        | 1                      |                        | 1                      |                        |                        | 15                     |                        |                        |                        |
| 2020   | stagione non disputata | stagione non disputata | stagione non disputata | stagione non disputata | stagione non disputata | stagione non disputata | stagione non disputata | stagione non disputata | stagione non disputata | stagione non disputata | stagione non disputata | stagione non disputata | stagione non disputata | stagione non disputata | stagione non disputata | stagione non disputata | stagione non disputata | stagione non disputata | stagione non disputata |
| 2021   | stagione non disputata | stagione non disputata | stagione non disputata | stagione non disputata | stagione non disputata | stagione non disputata | stagione non disputata | stagione non disputata | stagione non disputata | stagione non disputata | stagione non disputata | stagione non disputata | stagione non disputata | stagione non disputata | stagione non disputata | stagione non disputata | stagione non disputata | stagione non disputata | stagione non disputata |
| 2022   | stagione non disputata | stagione non disputata | stagione non disputata | stagione non disputata | stagione non disputata | stagione non disputata | stagione non disputata | stagione non disputata | stagione non disputata | stagione non disputata | stagione non disputata | stagione non disputata | stagione non disputata | stagione non disputata | stagione non disputata | stagione non disputata | stagione non disputata | stagione non disputata | stagione non disputata |
| 2023   | stagione non disputata | stagione non disputata | stagione non disputata | stagione non disputata | stagione non disputata | stagione non disputata | stagione non disputata | stagione non disputata | stagione non disputata | stagione non disputata | stagione non disputata | stagione non disputata | stagione non disputata | stagione non disputata | stagione non disputata | stagione non disputata | stagione non disputata | stagione non disputata | stagione non disputata |
| 2024   | stagione non disputata | stagione non disputata | stagione non disputata | stagione non disputata | stagione non disputata | stagione non disputata | stagione non disputata | stagione non disputata | stagione non disputata | stagione non disputata | stagione non disputata | stagione non disputata | stagione non disputata | stagione non disputata | stagione non disputata | stagione non disputata | stagione non disputata | stagione non disputata | stagione non disputata |
| 2025   |                        |                        |                        |                        |                        |                        |                        |                        |                        |                        |                        |                        |                        |                        |                        | 0                      |                        |                        |                        |
| Totale | 1                      | 0                      | 2                      | 31                     | 18                     | 10                     | 32                     | 24                     | 9                      | 0                      | 4                      | 2                      | 3                      | 1                      | 1                      | 138                    |                        |                        |                        |
| Totale | 3                      | 3                      | 3                      | 59                     | 59                     | 59                     | 65                     | 65                     | 65                     | 6                      | 6                      | 6                      | 5                      | 5                      | 5                      | 138                    |                        |                        |                        |

## Riconoscimenti
- Sportivo salisburghese dell'anno nel 2012,[26] 2013,[27] 2014,[28] 2015,[29] 2016,[30] 2018[31] e 2019[32]
- Skieur d'Or nel 2012,[33] 2015,[34] 2016[35] e 2018[36]
- Sportivo austriaco dell'anno nel 2012,[37] 2015,[38] 2016,[39] 2017[40] e 2018[41]
- Sportivo europeo dell'anno nel 2017[40]
- L'Équipe Champion des champions monde nel 2018[42]
- Romy Award nel 2019[43]